# جينيفر سوندرز
جينيفر جاين ساندرز (بالإنجليزية: Jennifer Saunders)‏ (مواليد 6 من يوليو 1958م) هي ممثلة هزلية و كاتبة سيناريو ومغنية وممثلة أمريكية الجنسية. فازت بثلاث جوائز من الأكاديمية البريطانية لفنون الفيلم والتلفزيون (BAFTA) (منها زمالة الأكاديمية)، وجائزة إيمي دولية، وجائزة الكوميديا البريطانية، وجائزة مهرجان التسلية الخفيفة روز دو أورر، وجائزتين من نقابة بريطانيا العظمى، وجائزة بيبول تشويس «اختيار الجماهير» (People's Choice Award).
وقد وجدت في بادئ الأمر اهتمامًا واسع المدى في ثمانينيات القرن الماضي عندما أصبحت عضوة في مجموعة ذا كوميك ستريب (The Comic Strip) بعد أن تخرجت من المدرسة المركزية للخطابة والدراما. وبالاشتراك مع شريكتها الكوميدية دون فرينش، كتبت ومثلت كبطلة في برنامجهما المسرحي المسمى على اسمهما فرينش آند ساندرز، التي حصلت بسببه هي وزميلتها وفرينش على زمالة الأكاديمية البريطانية لفنون الفيلم والتلفزيون في 2009م. وحازت ساندرز شهرة عالمية في الفترة من أوائل إلى منتصف تسعينيات القرن الماضي بسبب مسلسلها الذي ينتمي إلى كوميديا الموقف تحت عنوان رائع تمامًا (Absolutely Fabulous)، ككاتبة ومؤدية لدور البطولة، وهو دور إيدينا مونسون.
وقد ظهرت كبطلة شرف في مسلسلات كوميديا الموقف الأمريكية روزان (Roseanne) وفريندز (Friends)، وفازت بجائزة بيبول تشويس الأمريكية على أدائها صوت الجنية العرابة الشريرة في فيلم الرسوم المتحركة دريم ووركس شريك 2.

## وصلات خارجية
- جينيفر سوندرز على موقع IMDb (الإنجليزية)
- جينيفر سوندرز على موقع الموسوعة البريطانية (الإنجليزية)
- جينيفر سوندرز على موقع روتن توميتوز (الإنجليزية)
- جينيفر سوندرز على موقع ألو سيني (الفرنسية)
- جينيفر سوندرز على موقع ميوزك برينز (الإنجليزية)
- جينيفر سوندرز على موقع تيرنر كلاسيك موفيز (الإنجليزية)
- جينيفر سوندرز على موقع أول موفي (الإنجليزية)
- جينيفر سوندرز على موقع قاعدة بيانات الأفلام السويدية (السويدية)
- جينيفر سوندرز على موقع إن إن دي بي (الإنجليزية)
- جينيفر سوندرز على موقع ديسكوغز (الإنجليزية)